# Amlekhganj
Amlekhganj (en népalais : अमलेखगंज) est un comité de développement villageois du Népal situé dans le district de Bara. Au recensement de 2011, il comptait 6 709 habitants.